# Mercedes-Benz C 55 AMG
De Mercedes-Benz C55 AMG is de duurste versie van de C-Klasse (W203), een wagen van de Duitse autoconstructeur Mercedes-Benz. Het is de opvolger van de C32 AMG (W203), en zoals de naam al doet vermoeden is deze wagen een opwaardering van de "gewone" C-Klasse, door Mercedes' huistuner AMG. De C55 AMG is er met de 5 439 cc metende V8 motor die ook in alle andere Mercedes-modellen terug te vinden is (op de A- en B-Klasse na). In de C55 levert deze motor een indrukwekkende 367 pk en 510 Nm koppel, terwijl de C32 AMG het moest doen met 354 pk. De C55 gebruikt 245/35/18 banden. De topsnelheid van de C55 is 300 km/h, maar de auto is begrensd op 250 km/h.
Aan de buitenkant is de C55 AMG te herkennen aan de nodige spoilers, een platter liggende motorkap en vier grote uitlaatmonden aan de achterkant. Verder schuilen er achter de AMG-velgen pizzagrote geventileerde remschijven. Aan de binnenkant is de C55 AMG te herkennen aan goed zittende AMG-fauteuils, enkele AMG-emblemen, knoppen achter het stuur voor F1-schakeling en verder een standaard Comand-systeem. 
De 0 tot 100-sprint werkt de C55 af in 5,2 seconden. Zoals veel andere wagens uit dit segment (de C55 AMG's topconcurrent is de BMW M3), is het meest bekende nadeel bij de aankoop van de C55 de hoge prijs. 
Met het inpassen van de V8 motor zou ook op het gebied van onderstel een behoorlijke vooruitgang zijn gemaakt. De oude AMG's werden verweten niet scherp en direct genoeg te zijn, maar dit is opgelost zonder het comfort uit het oog te verliezen. Het zou de typische AMG-mix nog versterken. Een grote motor met fenomenale prestaties en sportiviteit samen met een uitstekend gebruiksgemak en de nodige dosis comfort.

## C55 AMG Combi
De Mercedes-Benz C55 AMG Combi is de stationwagenversie. Net als de C55 AMG beschikt deze C-klasse over een aangepaste, ongeveer acht centimeter langere neus om de V8 te huisvesten. De motor, zonder compressor, heeft een vermogen van 360 pk en 510 Nm koppel. De acceleratie vanuit stilstand naar 100 km/uur zou binnen 4,9 seconden achter de rug zijn. 

## C-Sportcoupé
Van de Sportcoupe was de 30CDI AMG de laatste AMG-uitvoering. Er is geen 55 AMG van de Sportcoupe gemaakt.

## Specificaties
- Motor: V8 met 2 bovenliggende nokkenassen en 3 kleppen per cilinder; 5 439 cc die 270 kW (367 pk) levert bij 5 750 tpm en 510 Nm bij 4 000 tpm
- Aandrijving: Achterwielen, vijftrapsautomaat, geventileerde schijfremmen
- Prestaties:
  - Topsnelheid: 250 km/h (begrensd)
  - 0–100 km/u: 5,2 sec.
  - 50–80 km/u: 2,6 sec.
  - 80–120 km/u: 4,5 sec.
- Verbruik: 11,9 l/100 km

## De opvolger
De nieuwe generatie C-klasse (W204) heeft een C63 AMG uitvoering (eigenlijk is het een 6,2 liter, maar de 6,3 is een verwijzing naar 6,3 SEL uit de jaren 60 en 70). Deze beschikt over 457 pk en een koppel van 600 Nm.